# Carlos Ballarta
Carlos Sinuhé Martínez Vallarta (Ciudad de México, 13 de noviembre de 1990), conocido artísticamente como Carlos Ballarta, es un comediante y actor mexicano.

## Biografía
Ballarta incursionó en el género de comedia stand up por primera vez en diciembre de 2012, en el escenario del bar Beer Hall en la Ciudad de México. Entre 2013 y 2014, participó en el programa STANDparados con Adal Ramones. 
En 2014 es elegido para participar en el programa Comedy Central Presenta: Stand Up, al cual regresaría en 2015 para grabar dos rutinas más. Su fama comenzó por su participación en el programa «Es de noche… y ya llegué» de René Franco, con un sketch en vivo orientado en una rutina escrita por él mismo. Desde 2014 y hasta 2016, Ballarta fue parte del colectivo ‘7 Machos’, junto a Eduardo Talavera, Fran Hevia y demás comediantes
Carlos Ballarta es reconocible debido a su imagen, con lentes oscuros y cabello largo. Carlos ha declarado que los lentes los necesita por el miedo a ver a la audiencia directo a los ojos . Su imagen es también un tributo permanente a Kurt Cobain. Antes de dedicarse de lleno a la comedia, compaginaba su trabajo con el de doblaje de voz. Actualmente, Ballarta presenta su show en vivo por toda la República Mexicana. En febrero de 2020 fue elegido por Louis C.K. como uno de los abridores de su show en el Teatro Metropolitan de la Ciudad de México.
Es uno de los comediantes más exitosos a nivel nacional, ha realizado giras por todo el mundo y empezado a incursionar en el Stand Up en inglés. Tiene tres especiales en Netflix: El amor es de pvtos, Furiañera y Falso Profeta, además de varias participaciones en Comedy Central y Amazon. Junto a la casa productora Kcero Podcast y Chavos Banda, tiene junto a Coco Celis el podcast Jamón Serrano, Duques y campesinos junto con Jonás Fierro y el podcast Status Qlo en solitario. En el 2018 participó en el proyecto La Maroma Estelar. En 2023 se convirtió en el primero comediante de habla hispana en hacer un show en Just For Laughs Montreal 

## Controversias
En redes sociales, el comediante causó comentarios negativos debido a uno de los chistes que contaron en uno de los especiales de Netflix, un chiste referente a niños con VIH. Ballarta al respecto declaró: "Repruebo que ataquen al compa que se ofendió con mi chiste, creo genuinamente en su preocupación por los niños con VIH, ¿por qué decidió hacerlo público y no en privado para concientizarme sobre el tema? Porque lo que le importa más que los niños con VIH es su renombre, ponerse la capa de héroe de la causa que va a derrotar la serofobia señalando un one-liner de 30 segundos, en una obra que dura 1 hora con 2 minutos...Disculparme públicamente es caer en el juego de los medios".

## Filmografía
- Mirreyes vs Godínez (2019)